# Lijst van voetbalinterlands Wales - Zwitserland
Deze lijst van voetbalinterlands is een overzicht van alle officiële voetbalwedstrijden tussen de nationale teams van Wales en Zwitserland. De landen speelden tot op heden acht keer tegen elkaar. De eerste ontmoeting, een vriendschappelijke wedstrijd, werd gespeeld in Bern op 26 mei 1949. Het laatste duel, een groepswedstrijd tijdens het Europees kampioenschap voetbal 2020, vond plaats op 12 juni 2021 in Bakoe (Azerbeidzjan).

## Wedstrijden
| № | Plaats  | Datum           | Competitie           | Wedstrijd           | Uitslag |
| - | ------- | --------------- | -------------------- | ------------------- | ------- |
| 1 | Bern    | 26 mei 1949     | Vriendschappelijk    | Zwitserland – Wales | 4 – 0   |
| 2 | Wrexham | 16 mei 1951     | Vriendschappelijk    | Wales – Zwitserland | 3 – 2   |
| 3 | Lugano  | 24 april 1996   | Vriendschappelijk    | Zwitserland – Wales | 2 – 0   |
| 4 | Zürich  | 31 maart 1999   | EK 2000 kwalificatie | Zwitserland – Wales | 2 – 0   |
| 5 | Wrexham | 9 oktober 1999  | EK 2000 kwalificatie | Wales – Zwitserland | 0 – 2   |
| 6 | Bazel   | 12 oktober 2010 | EK 2012 kwalificatie | Zwitserland – Wales | 4 – 1   |
| 7 | Swansea | 7 oktober 2011  | EK 2012 kwalificatie | Wales – Zwitserland | 2 – 0   |
| 8 | Bakoe   | 12 juni 2021    | EK 2020              | Wales – Zwitserland | 1 – 1   |

## Samenvatting
| Competitie        | Totaal gespeeld | Winst Wales | Gelijk | Winst Zwitserland | Doelsaldo Wales – Zwitserland |
| ----------------- | --------------- | ----------- | ------ | ----------------- | ----------------------------- |
| EK-eindronde      | 1               | 0           | 1      | 0                 | 1 − 1                         |
| EK-kwalificatie   | 4               | 1           | 0      | 3                 | 3 − 8                         |
| Vriendschappelijk | 3               | 1           | 0      | 2                 | 3 − 8                         |
| Totaal            | 8               | 2           | 1      | 5                 | 7 − 17                        |

## Details

### Derde ontmoeting
| Vriendschappelijk (Lugano, Zwitserland, 24 april 1996): |       |       |
| Zwitserland | 2 – 0 | Wales |
| Chris Coleman 32' (e.d.) Kubilay Türkyilmaz 42' (pen.) | goals |       |
| - Debuut van Danny Coyne (Tranmere Rovers), Andy Marriott (Wrexham), Christian Edwards (Swansea City), Andy Legg (Birmingham City) en Simon Davies (Manchester United) voor Wales. |       |       |

### Vierde ontmoeting
| EK 2000 kwalificatie (Zürich, Zwitserland, 31 maart 1999): |              | |
| Zwitserland | 2 – 0        | Wales |
| Stéphane Chapuisat 4' Stéphane Chapuisat 70' | goals        | |
| Gilbert Gress | bondscoach   | Bobby Gould |
| Martin Brunner Sébastien Jeanneret Sébastien Fournier Stéphane Henchoz Stefan Wolf Johann Vogel Patrick Müller Raphael Wicky Stéphane Chapuisat Ciriaco Sforza Alexandre Comisetti 68' | opstellingen | 26' Paul Jones John Robinson Mark Pembridge Robbie Savage Kit Symons Chris Coleman Andy Johnson Saunders 64' Nathan Blake 74' Mark Hughes Gary Speed |
| Patrick Bühlmann 68' | wissels      | 26' Mark Crossley 64' John Hartson 74' Craig Bellamy                                                                                                 |
| Johann Vogel 48' | gele kaarten | 47' Mark Hughes 58' Robbie Savage |

### Vijfde ontmoeting
| EK 2000 kwalificatie (Wrexham, Wales, 9 oktober 1999):                                                      |       |                                        |
| Wales | 0 – 2 | Zwitserland                            |
| | goals | 16' Alexandre Rey 59' Patrick Bühlmann |
| - Debuut van Mark Delaney (Aston Villa), Neil Roberts (Wrexham) en Matthew Jones (Leeds United) voor Wales. |       |                                        |

### Zesde ontmoeting
| EK 2012 kwalificatie (Bazel, Zwitserland, 12 oktober 2010):                  |       |                 |
| Zwitserland                                                                  | 4 – 1 | Wales           |
| Valentin Stocker 9' Marco Streller 21' Gökhan Inler 82' Valentin Stocker 89' | goals | 13' Gareth Bale |

### Zevende ontmoeting
| EK 2012 kwalificatie (Swansea, Wales, 7 oktober 2011): |              |                  |
| Wales                                                  | 2 – 0        | Zwitserland      |
| Aaron Ramsey 60' (pen.) Gareth Bale 71'                | goals        |                  |
|                                                        | rode kaarten | 55' Reto Ziegler |

### Achtste ontmoeting
| EK 2020 (Bakoe, Azerbeidzjan, 12 juni 2021): |                 | |
| Wales | 1 – 1           | Zwitserland |
| (Joe Morrell) Kieffer Moore 74' | goals (assists) | 49' Breel Embolo (Xherdan Shaqiri) |
| Rob Page | bondscoach      | Vladimir Petković |
| Danny Ward Connor Roberts Joe Rodon Ben Davies Chris Mepham Joe Morrell Joe Allen Aaron Ramsey 90+3' Daniel James 75' Kieffer Moore Gareth Bale | opstellingen    | Yann Sommer Kevin Mbabu Nico Elvedi Fabian Schär Manuel Akanji Ricardo Rodríguez Granit Xhaka Remo Freuler Xherdan Shaqiri 66' Breel Embolo Haris Seferović 84' |
| David Brooks 75' Ethan Ampadu 90+3' | wissels         | Denis Zakaria 66' Mario Gavranović 84' |
| Kieffer Moore 47' | gele kaarten    | 30' Fabian Schär 63' Kevin Mbabu |

FAW · A-internationals · Bondscoaches · Statistieken · Welsh vrouwenelftal · Brits olympisch elftal · Wales U21 · Wales U20 · Wales U19 · Wales U18 · Wales U17 · Wales U16
1876 – 1899 ·
1900 – 1919 ·
1920 – 1929 ·
1930 – 1939 ·
1940 – 1949 ·
1950 – 1959 ·
1960 – 1969 ·
1970 – 1979 ·
1980 – 1989 ·
1990 – 1999 ·
2000 – 2009 ·
2010 – 2019 ·
2020 − 2029
EK 2016 · 
EK 2020
WK 1958
1876 · 
1877 · 
1878 · 
1879 · 
1880 · 
1881 · 
1882 · 
1883 · 
1884 · 
1885 · 
1886 · 
1887 · 
1888 · 
1889 · 
1890 · 
1891 · 
1892 · 
1893 · 
1894 · 
1895 · 
1896 · 
1897 · 
1898 · 
1899 · 
1900 · 
1901 · 
1902 · 
1903 · 
1904 · 
1905 · 
1906 · 
1907 · 
1908 · 
1909 · 
1910 · 
1911 · 
1912 · 
1913 · 
1914 · 
1915 · 1916 · 1917 · 1918 · 1919 · 
1920 · 
1921 · 
1922 · 
1923 · 
1924 · 
1925 · 
1926 · 
1927 · 
1928 · 
1929 · 
1930 · 
1931 · 
1932 · 
1933 · 
1934 · 
1935 · 
1936 · 
1937 · 
1938 · 
1939 · 
1940 · 1941 · 1942 · 1943 · 1944 · 1945 · 
1946 · 
1947 · 
1948 · 
1949 · 
1950 · 
1952 · 
1952 · 
1953 · 
1954 · 
1955 · 
1956 · 
1957 · 
1958 · 
1959 · 
1960 · 
1961 · 
1962 · 
1963 · 
1964 · 
1965 · 
1966 · 
1967 · 
1968 · 
1969 · 
1970 · 
1971 · 
1972 · 
1973 · 
1974 · 
1975 · 
1976 · 
1977 · 
1978 · 
1979 · 
1980 · 
1981 · 
1982 · 
1983 · 
1984 · 
1985 · 
1986 · 
1987 · 
1988 · 
1989 · 
1990 · 
1991 · 
1992 · 
1993 · 
1994 · 
1995 · 
1996 · 
1997 · 
1998 · 
1999 · 
2000 · 
2001 · 
2002 · 
2003 · 
2004 · 
2005 · 
2006 · 
2007 · 
2008 · 
2009 · 
2010 · 
2011 · 
2012 · 
2013 · 
2014 · 
2015 · 
2016 · 
2017 ·
2018 ·
2019 ·
2020 ·
2021 ·
2022 ·
2023
Albanië ·
Andorra ·
Argentinië ·
Armenië ·
Australië ·
Azerbeidzjan ·
België ·
Bosnië en Herzegovina ·
Brazilië ·
Bulgarije ·
Canada ·
Chili ·
China ·
Costa Rica ·
Cyprus ·
DDR ·
Denemarken ·
Duitsland ·
Engeland ·
Estland ·
Faeröer ·
Finland ·
Frankrijk ·
Georgië ·
Gibraltar ·
Griekenland ·
Hongarije ·
Ierland ·
IJsland ·
Iran ·
Israël ·
Italië ·
Jamaica ·
Japan ·
Joegoslavië ·
Kazachstan ·
Koeweit ·
Kroatië ·
Letland ·
Liechtenstein ·
Luxemburg ·
Malta ·
Mexico ·
Moldavië ·
Montenegro ·
Nederland ·
Nieuw-Zeeland ·
Noord-Ierland ·
Noord-Macedonië ·
Noorwegen ·
Oekraïne ·
Oostenrijk ·
Panama ·
Paraguay ·
Polen ·
Portugal · 
Qatar ·
Roemenië ·
Rusland ·
San Marino ·
Saoedi-Arabië ·
Schotland ·
Servië ·
Servië en Montenegro ·
Slovenië ·
Slowakije ·
Sovjet-Unie ·
Spanje ·
Trinidad & Tobago ·
Tsjechië ·
Tsjecho-Slowakije ·
Tunesië ·
Turkije ·
Uruguay ·
Verenigde Staten ·
Wit-Rusland ·
Zuid-Korea ·
Zweden ·
Zwitserland
Engeland (2016) · 
Denemarken (2021) · 
Italië (2021) · 
Rusland (2016) ·
Slowakije (2016) · 
Turkije (2021) · 
Zwitserland (2021)
SFV · A-internationals · Selecties · Bondscoaches · Zwitsers vrouwenelftal · Olympisch elftal · Zwitserland U21 · Zwitserland U19 · Zwitserland U18 · Zwitserland U17 · Zwitserland U16 · Vrouwen U17
1905 – 1919 · 
1920 – 1929 · 
1930 – 1939 · 
1940 – 1949 · 
1950 – 1959 · 
1960 – 1969 · 
1970 – 1979 · 
1980 – 1989 · 
1990 – 1999 · 
2000 – 2009 · 
2010 – 2019 · 
2020 – 2029
EK's: 1996 · 
2004 · 
2008 · 
2016 · 
2020 · 
2024
WK's: 1934 · 
1938 · 
1950 · 
1954 · 
1962 · 
1966 · 
1994 · 
2006 · 
2010 · 
2014 · 
2018 · 
2022
OS: 1924 · 
1928 · 
2012
1905 · 
1906 · 1907 · 
1908 · 
1909 · 
1910 · 
1911 · 
1912 · 
1913 · 
1914 · 
1915 · 
1916 · 
1917 · 
1918 · 
1919 · 
1920 · 
1921 · 
1922 · 
1923 · 
1924 · 
1925 · 
1926 · 
1927 · 
1928 · 
1929 · 
1930 · 
1931 · 
1932 · 
1933 · 
1934 · 
1935 · 
1936 · 
1937 · 
1938 · 
1939 · 
1940 · 
1941 · 
1942 · 
1943 · 
1944 · 
1945 · 
1946 · 
1947 · 
1948 · 
1949 · 
1950 · 
1952 ·
1952 · 
1953 · 
1954 · 
1955 · 
1956 · 
1957 · 
1958 · 
1959 · 
1960 · 
1961 · 
1962 · 
1963 · 
1964 · 
1965 · 
1966 · 
1967 · 
1968 · 
1969 · 
1970 · 
1971 · 
1972 · 
1973 · 
1974 · 
1975 · 
1976 · 
1977 ·
1978 · 
1979 · 
1980 · 
1981 · 
1982 · 
1983 · 
1984 · 
1985 · 
1986 · 
1987 · 
1988 · 
1989 · 
1990 ·
1991 · 
1992 · 
1993 · 
1994 ·
1995 · 
1996 · 
1997 · 
1998 · 
1999 · 
2000 · 
2001 · 
2002 · 
2003 · 
2004 · 
2005 · 
2006 · 
2007 · 
2008 · 
2009 · 
2010 · 
2011 · 
2012 · 
2013 ·
2014 ·
2015 ·
2016 ·
2017 ·
2018 ·
2019 ·
2020 ·
2021 ·
2022
Albanië ·
Algerije · 
Andorra · 
Argentinië ·
Australië ·
Azerbeidzjan ·
België ·
Bolivia ·
Bosnië en Herzegovina ·
Brazilië ·
Bulgarije ·
Canada ·
Chili ·
China ·
Colombia ·
Costa Rica ·
Cyprus ·
Denemarken ·
DDR ·
Duitsland ·
Ecuador ·
Egypte ·
Engeland · 
Estland ·
Faeröer ·
Finland ·
Frankrijk ·
Georgië ·
Ghana ·
Gibraltar ·
Griekenland ·
Honduras ·
Hongarije ·
Hongkong ·
Ierland ·
IJsland ·
Israël ·
Italië ·
Ivoorkust ·
Jamaica ·
Japan ·
Joegoslavië ·
Kameroen ·
Kenia ·
Kosovo ·
Kroatië ·
Letland ·
Liechtenstein ·
Litouwen ·
Luxemburg ·
Malta ·
Marokko ·
Mexico ·
Moldavië ·
Montenegro ·
Nederland ·
Nigeria ·
Noord-Ierland ·
Noorwegen ·
Oekraïne ·
Oman ·
Oostenrijk ·
Panama ·
Peru ·
Polen ·
Portugal ·
Qatar ·
Roemenië ·
Rusland ·
Saarland ·
San Marino ·
Schotland ·
Servië ·
Slovenië ·
Slowakije ·
Sovjet-Unie · 
Spanje ·
Togo ·
Tsjechië ·
Tsjecho-Slowakije ·
Tunesië ·
Turkije ·
Uruguay ·
Venezuela ·
VA Emiraten ·
Verenigde Staten ·
Wales ·
Wit-Rusland ·
Zimbabwe ·
Zuid-Korea ·
Zweden
Albanië (2016) ·
Argentinië (2014) ·
Brazilië (2018) ·
Chili (2010) ·
Costa Rica (2018) ·
Ecuador (2014) ·
Frankrijk (2006) ·
Frankrijk (2014) ·
Frankrijk (2016) ·
Frankrijk (2021) ·
Honduras (2010) · 
Honduras (2014) · 
Italië (2021) · 
Oekraïne (2006) ·
Portugal (2008)  · 
Portugal (2022) · 
Roemenië (2016) · 
Servië (2018) ·
Spanje (2010) ·
Spanje (2021) ·
Togo (2006) ·
Tsjechië (2008) ·
Turkije (2008) ·
Turkije (2021) ·
Wales (2021) ·
Zuid-Korea (2006) ·
Zweden (2018)